# Площадь Свободы (Нижний Новгород)
Площадь Свободы — одна из центральных площадей Нижнего Новгорода. В прошлом именовалась Острожной, из-за расположенного на ней острога (тюремного замка). Расположена на пересечении улиц Варварской, Горького, Семашко и Ванеева. С 8 июля 2023 года по 26 ноября 2024 года была полностью перекрыта для строительства станции метро «Площадь Свободы». В настоящее время действует временный проезд на части площади.

## История
Острожная площадь создавалась в Нижнем Новгороде вокруг Нижегородского острога, возведённого по проекту инженера А. А. Бетанкура архитектором И. Е. Ефимовым в 1819—1823 гг., на выгонных землях за пределами селитебной городской территории. Впервые контуры площади были определены планом Н.Новгорода 1839 г. При этом сохранялся (при выходе на неё Варварской улицы) обширный пруд, а участок земли между двумя оврагами к западу заняло единоверческое кладбище (его каменный Спасский храм освящён в 1843 г.). Контуры площади несколько раз уточнялись в связи с засыпкой Острожного пруда и в ходе дальнейших градостроительных преобразований Нижнего Новгорода по планам 1881 и 1894—1896 гг.
В начале XX в. площадь была расширена за счёт включения в неё части Напольно-Замковой улицы и возведения монументальных зданий Народного дома (ныне оперный театр) и Винных государственных складов (ныне заводские корпуса).
Комплекс зданий тюремного замка сохранился до наших дней. С давних времён тюрьмы, мужская и женская, в Нижнем Новгороде располагались на территории кремля, у Ивановских ворот, а в конце XVIII в. они были переведены в Дмитриевскую башню. В 1809 г. в башню был переведён губернский архив, а деревянный острог с частоколом «вырос» у заставы на Варварской улице.
В 1818 г. губернские власти обратились к создателю ярмарочного комплекса архитектору Августину Бетанкуру с просьбой разработать проект каменного комплекса зданий тюремного замка на месте деревянного. Строительство началось весной 1820 г. и продолжалось в течение четырех сезонов. К концу 1823 г. здания тюремного комплекса были оштукатурены и приняты комиссией. Острог был предназначен для содержания как осужденных губернскими судами, так и следующих в Сибирь этапных команд.
Бытует мнение, что Острожная площадь стала именоваться площадью Свободы именно по причине перевода тюрьмы. Рядом с площадью Свободы (вдоль улицы Горького по направлению к площади Горького) находилось единоверческое кладбище с церковью в честь Преображения Господня. Церковь была построена в 1834—1843 гг. купцом-единоверцем В. Арясовым, который жил на Ильинской улице. В 1930-е годы церковь взорвали, а кладбище сравняли с землёй — от него остался лишь столб кладбищенских ворот. В ближайшем к площади Свободы доме № 44 по улице Варварской с 1909 по 1912 г. жил маленький Аркаша Голиков, будущий известный всем детям Советского Союза писатель Аркадий Гайдар.

## Достопримечательности
За площадью находится здание Нижегородского острога, в котором размещён музей — филиал Нижегородского историко-архитектурного музея-заповедника (до 2013 года). Острог представляет собой обнесённую прямоугольной кирпичной стеной территорию с главным корпусом по центру обширного двора, караульными и служебными помещениями у западной стены. Главный корпус губернского тюремного замка — это вытянутое по оси «север-юг» двухэтажное здание со сводчатыми подвалами и четырьмя круглыми угловыми башнями. Его центральную часть занимали лестницы, на верхнем этаже была устроена часовня. По сторонам сводчатых продольных коридоров располагались камеры заключённых: слева по одной общей, справа — по две. В торцах корпуса находились каморки карцеров, над которыми возвышались трёхъярусные башни для стражи.
В середине XIX в. к острогу с юга была пристроена особая территория с рублеными казармами, а в 1849—1851 гг. с восточной стороны главного корпуса по проекту А. Турмышева возвели церковь, которая сохранилась до наших дней. В 1915 г. в помещениях острога расположились артиллерийские мастерские, а тюрьму перевели в новое здание на Арзамасском тракте (СИЗО № 1, на проспекте Гагарина), в котором она находится до сих пор.
Перед зданием тюрьмы расположен сквер с памятником героям и жертвам революции 1905 года. К скверу примыкает городской оперный театр имени А. С. Пушкина.
- Нижегородский острог
- Театр оперы и балета им. Пушкина
- Памятник героям и жертвам революции 1905 года

## Транспортная развязка
Крупная транспортная развязка. На площади Свободы представлены почти все виды городского транспорта: троллейбус, автобусы и маршрутные такси, в центре площади долгое время находилась стоянка таксистов. В 2022 году началось строительство станции метро «Площадь Свободы».
- Автобусные социальные маршруты:
  - № 1 (Площадь Минина и Пожарского — пл. Свободы — пл. Горького — пр. Гагарина — трасса Р-125 — пр. Олимпийский — ул. Приокская — ул. Богородская — ул. Гагарина — ЖК «Окский берег»)
  - № 3 (Высоково — ул. Полтавская — ул. Белинского — пл. Свободы — ул. Варварская — пл. Минина — пл. Ленина — Московское шоссе — пр. Героев — ул. Черняховского — Центр Сормово — пер. Союзный — ул. Сутырина — ул. Старая Канава — ул. Новосельская — ул. Баренца — пр. Кораблестроителей — ул. Зайцева — ЗКПД-4)
  - № 40 (Верхние Печёры — ул. Родионова — пл. Минина и Пожарского — пл. Свободы — пл. Горького — пл. Комсомольская — пр. Ленина — пл. Киселёва — ул. Веденяпина — Южное шоссе — микрорайон «Юг»)
  - № 41 (мкр. Цветы — ул. академика Сахарова — ул. Ванеева — пл. Свободы — пл. Горького — Похвалинский съезд — пл. Ленина — ул. С. Акимова — ул. К. Маркса —  Стрелка)
  - № 58 (Улица Деловая — ул. Родионова — пл. Сенная — ул. Минина — пл. Минина и Пожарского — ул. Варварская — пл. Свободы — ул. Горького — пл. Горького — ул. Б. Покровская — пл. Лядова — пл. Комсомольская — пр. Ленина — ул. Переходникова — пр. Бусыгина — ул. Дьяконова — пр. Октября — пр. Ильича — ул. Красноуральская — ул. Спутника — ул. Толбухина — ул. Мончегорская — Улица Космическая)
  - № 61 (Улица Долгополова — пл. Ленина — Речной вокзал — пл. Минина — пл. Свободы — ул. Ванеева — ул. Н. Сусловой — ул. Бринского — Верхние Печёры)
  - № 64 (Улица Усилова — ул. Родионова — ул. Минина — пл. Минина и Пожарского — ул. Варварская — пл. Свободы — пл. Горького — пл. Комсомольская — ул. Молитовская — ул. Баумана — ул. Памирская — ул. адмирала Нахимова — ул. Новикова-Прибоя — ул. Дьяконова — ул. Строкина — Соцгород-2)
  - № 68 (Площадь Минина и Пожарского — пл. Горького — пр. Гагарина — Мызинский мост — пр. Ленина — пл. Киселёва — ул. Лескова — Улица Космическая)
  - № 71 (Площадь Свободы — ул. Варварская — пл. Минина и Пожарского — Зеленский съезд — Нижне-Волжская набережная — пл. Ленина — ул. Советская — Московское шоссе — Сормовское шоссе — ул. Коминтерна — Союзный пер. — ул. Ногина — ул. Старая Канава — пр. Кораблестроителей — ул. Коновалова — Улица Федосеенко)
  - № 92 (мкр. Цветы — ул. академика Сахарова — ул. Ванеева — пл. Свободы — ул. Варварская — пл. Минина и Пожарского — Зеленский съезд — Нижне-Волжская набережная — пл. Ленина — ул. Советская — Московское шоссе — Сормовское шоссе — ул. Куйбышева — ул. Акмолинская — ул. Бурнаковская — Бурнаковский рынок)
  - № 95 (Площадь Свободы— ул. Варварская — пл. Минина и Пожарского — Нижне-Волжская набережная — пл. Ленина — Московское шоссе — Сормовское шоссе — ул. Коминтерна — ул. КИМа — пос. Дубравный)

- Маршрутное такси: № т34, т57, т70, т74, т83, т91, т97;

- Троллейбусные:
  - № 9 (Площадь Горького — ул. Горького — пл. Свободы — пл. Советская — ул. Рокоссовского — Кузнечиха-2)
  - № 13 (Площадь Минина и Пожарского — пл. Свободы — пл. Советская — пр. Гагарина — Щербинки-2)
  - № 17 (Площадь Минина и Пожарского — пл. Свободы — ул. Ванеева — ул. Васюнина — ул. Ивлиева — Кузнечиха-2)
  - № 17ц (Площадь Минина и Пожарского — пл. Свободы — ул. Ванеева — ул. академика Сахарова — мкр. Цветы)
  - № 31 (Площадь Минина и Пожарского — пл. Свободы — пл. Горького — пр. Гагарина — Щербинки-2)